# Радон
Радонът (Rn) (стари наименования – радиева еманация, еманация, нитон) е радиоактивен химичен елемент от период 6, група 18 (по старата класификация – група 8А) и пореден номер 86. Има три природни изотопа, които принадлежат към радиоактивните семейства на урана, тория и актиния и имат собствени имена – актинон (219Rn), торон (220Rn) и радон (222Rn). Изотопът 222Rn с най-дълъг период на полуразпадане (Т1/2 = 3,8229 дни) е открит през 1900 г. от немския химик Фридрих Дорн. Той се образува при α-разпада на радиевия изотоп 226Rа. Съдържанието на радон в атмосферата се оценява на 7×10-17 % (обемни). Много отровен – пределно допустимото съдържание на радона в работни помещения е 6,5×10-17 g/l. При обикновена температура радонът е газ с температура на топене -71 °C и температура на кипене -62 °C. Аналогично на ксенона дава молекулни съединения с определен състав (например радонов хексахидрат, Rn·6H2O), при образуването на които значителна роля имат вандерваалсовите сили. Намира приложение в медицината за радонови вани (природни радонови или води, в които се прибавя радон) – за лечение на болести на обмяната на веществата, ставите, периферната нервна система и други. Използва се и за определяне на повърхността на метални предмети и при търсене на радиоактивни елементи в природата.

## Замърсяване с радон
Уникалността на газа е, че той е радиоактивен и се появява в някои вериги на разпадане на радиоактивността. Газът получава голямо обществено внимание, защото е намерен в нови сгради, особено в мазета. Източник на радон в сградите е почвата, която съдържа малки количества радиоактивни материали, които в процеса на разлагане създават радон, или състава на строителните материали (особено цимент). Въпреки това емисиите на радон от стените са бавни и емитираното количество е малко. При нормална вентилация това количество не представлява опасност за здравето. Радонът прониква в дихателната система при вдишване, облъчвайки тъканите на дихателната система. Колкото по-висока е концентрацията на радон, толкова по-голям е рискът от рак на белия дроб. Най-податливи на експозиция на радон са децата и пушачите.
Радонът е отговорен за около половината от експозицията на естествено радиоактивно лъчение. Тази експозиция представлява една десета от случаите на рак на белия дроб в развитите страни. Поради тази причина съществуват редица експерти, които препоръчват вентилиране на закрити пространства, като например мазета, и винаги да се държат прозорците отворени.
Радонови тестове се извършват от много частни компании. В повечето случаи натрупване на радон се наблюдава в затворени помещения. Строителят трябва да провери и пречисти помещението, преди да го прехвърли на ползвателите, така че в помещенията да няма газ радон. За да се определи дали в определена стая е наличен радонов газ, се инсталира устройство за един месец, за да се провери нивото на радоновия газ в помещението. През този период е забранено да се отваря или влиза в стаята.
Има основания да се смята, че високото съдържание на радон в жилищата може да доведе до образуване на рак на белите дробове. Такива изследвания са правени и в България, в град Раковски.